# Política Nacional de Biodiversidade
A Política Nacional de Biodiversidade é uma política pública brasileira implementada pelo Decreto Nº 4.339, de 22 de Agosto de 2002.  Para a formulação da proposta da Política Nacional de Biodiversidade (PNB), o Ministério do Meio Ambiente (MMA) estabeleceu um processo de consulta, no período de 2000 a 2001, com a participação dos setores envolvidos com o tema, os quais: governo federal, governos estaduais, organizações não-governamentais, comunidades acadêmicas, indígenas e locais, e empresários. Também para a formulação da PNB foram realizados estudos básicos no período de 1998 a 2001, enfocando o tema com base nos diferentes aspectos, como o nível de adequação da legislação brasileira à Convenção sobre Diversidade Biológica, a síntese do estado de arte do conhecimento da biodiversidade brasileira, análise comparativa de estratégias nacionais de biodiversidade de 46 países e a síntese de registros sobre o conhecimento tradicional associado à biodiversidade.
Paralelamente à consulta nacional, o Ministério do Meio Ambiente promoveu cinco "avaliações por biomas" no período de 1998 a 2000, identificando 900 áreas e ações prioritárias para a conservação da biodiversidade na Amazônia; Cerrado e Pantanal; Caatinga; Mata Atlântica e Campos Sulinos; e Zona Costeira e Marinha.
Baseando-se nos estudos básicos, nas "avaliações por bioma" e nos resultados da consulta nacional, o MMA ultimou, em março de 2002, um documento preliminar da PNB. Em seguida, nos meses de abril e maio de 2002, foram realizadas quatro reuniões: em Curitiba, Recife, Manaus e em Goiânia com o objetivo de analisar o Primeiro Rascunho e definir a proposta final da PNB, que inclui os seguintes componentes: conhecimento da biodiversidade, conservação, uso sustentável, repartição de benefícios, fortalecimento de capacidades científicas e tecnológicas, e educação e consciência pública.
Esta proposta de política foi discutida e apoiada pelo Conselho Nacional do Meio Ambiente (CONAMA). Com isto, o Brasil finalizou o processo de consulta para elaboração da Proposta de Política de Biodiversidade em agosto de 2002, o que culminou no Decreto N° 4.339 de 22 de Agosto de 2002, que instituiu os princípios e diretrizes para a implementação da Política Nacional de Biodiversidade. Esta decisão se fundamenta nos conceitos referendados nas leis existentes e em novos temas tratados pelo Congresso em matérias afins.